# طرح عملیات نظامی

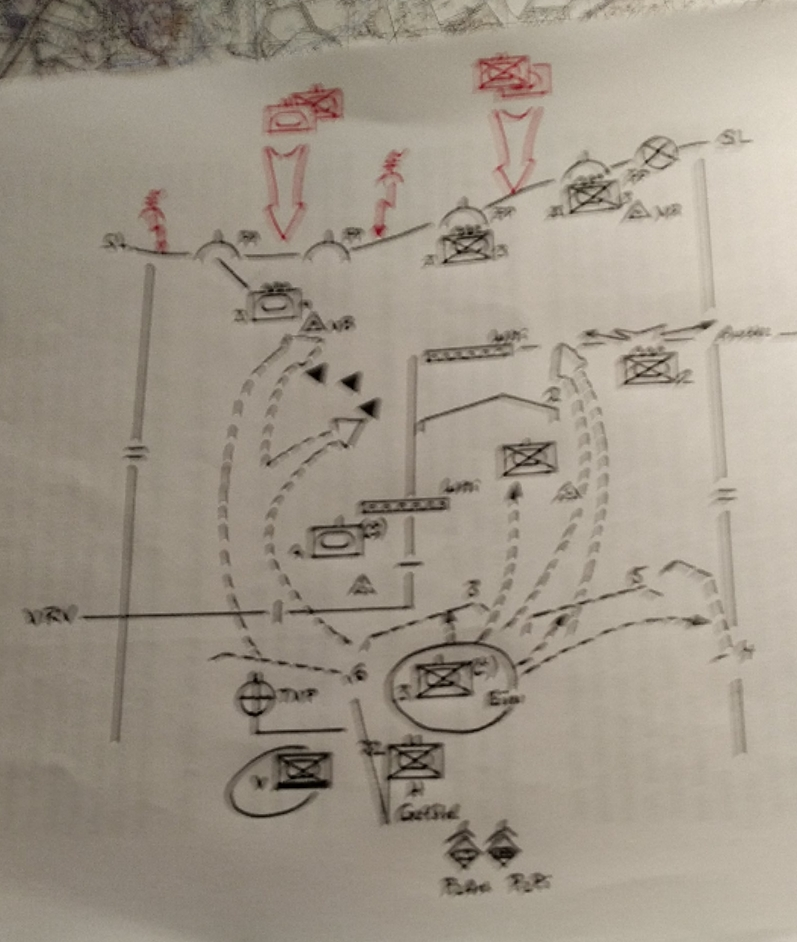
نمایی از یک‌طرح نبرد عملیات نظامی گردان توپخانه زرهی ارتش فدرال آلمان در سال ۱۹۸۰

طرح عملیات نظامی (انگلیسی: Military operation plan) یا برنامه عملیات نظامی، یک طرح (برنامه) رسمی برای نیروهای مسلح نظامی، واحدها و یگان‌های نظامی است، که در فرایند عملیات نظامی، بمنظور دستیابی به اهداف از قبل تعیین‌شده یا هدف‌های مشخص‌شده در خلال درگیری، توسط فرماندهان ارشد طرح‌ریزی می‌شود. طرح‌های نظامی به‌طور کلی مطابق با دکترین نظامی نیروهای مسلح مربوطه تهیه می‌شود. ایالات متحده در اوایل قرن بیستم مجموعه‌ای از طرح‌های عملیات نظامی را توسعه داد، که بعنوان نقشه‌های جنگی رنگ‌نشان آمریکا شناخته می‌شوند. طرح‌های عملیات نظامی اغلب یک اسم رمز مخصوص به خود را دارا می‌باشند، که دستور آغاز عملیات نظامی مربوط به طرح، با آن اسم رمز آغاز می‌شود.
طرح عملیاتی وزارت دفاع ایالات متحده یک طرح کامل و دقیق برای انجام عملیات نظامی مشترک است. چنین طرح‌هایی توسط کارکنان یک فرماندهی یکپارچه رزمی در پاسخ به موقعیت‌های واقعی یا بالقوه‌ای که ممکن است عملیات نظامی برای آنها مورد نیاز باشد، تهیه می‌شوند. یک طرح عملیات نظامی زمانی اجرا می‌شود که فرمانده دستور عملیات را صادر کند، یا زمانی که رئیس ستاد مشترک نیروهای مسلح به دستور وزیر دفاع ایالات متحده دستور اجرا را برای اجرای تصمیم رئیس جمهور جهت آغاز عملیات نظامی صادر کند. طرح مفهومی یک طرح عملیاتی در قالب مفهومی است که اغلب فاقد سطح جزئیاتی است که معمولاً در سایر طرح‌های نظامی یافت می‌شود.
در سازمان پیمان آتلانتیک شمالی (ناتو)، برنامه‌ریزی یا طرح‌ریزی موفقیت‌آمیز عملیات نظامی چندملیتی نیازمند دکترین مشترک است. این دکترین در نشریه مشترک متفقین شماره پنج مستند شده است که عمدتاً برای افراد درگیر در برنامه‌ریزی سطح عملیاتی، به‌ویژه فرماندهان و کارکنان شاغل در ستاد فرماندهی نیروی مشترک و ستاد فرماندهی اجزا، در نظر گرفته شده است. این دکترین جنبه‌های اساسی برنامه‌ریزی عملیات مشترک در سطح عملیاتی را شرح می‌دهد و چارچوبی جامع از اصول کلیدی برنامه‌ریزی، ملاحظات و مراحل فرآیندی که در برنامه‌ریزی سطح عملیاتی دنبال می‌شوند، ارائه می‌دهد.